# Andrzej Bednarek (samorządowiec)
Andrzej Jan Bednarek (ur. 16 maja 1968 w Turku) – polski samorządowiec, starosta powiatu polickiego w latach 2014–2024.

## Życiorys
Jest synem Eugeniusza i Urszuli. Uzyskał tytuł magistra wychowania fizycznego w Instytucie Kultury Fizycznej na Uniwersytecie Szczecińskim. Ukończył także studia podyplomowe z zakresu prawa administracyjnego i samorządowego na Wydziale Prawa Uniwersytetu Szczecińskiego oraz podyplomowe studia w zakresie zarządzania oświatą w Collegium Balticum w Szczecinie.
Od 1993 do 2000 roku był inspektorem ds. sportu szkolnego, turystyki i wypoczynku w Urzędzie Gminy w Policach. Pracował także jako nauczyciel wychowania fizycznego. Następnie pracował jako dyrektor Centrum Integracji i Rehabilitacji Podgrodzie w Nowym Warpnie. Był także dyrektorem Ośrodka Sportu i Rekreacji w Policach.

### Kariera samorządowa
W wyborach samorządowych w 2002 roku bezskutecznie ubiegał się o mandat radnego powiatu polickiego kandydując z list Wspólnoty Samorządowej Gryf XXI. Uzyskał wówczas 107 głosów (1,87%). W wyborach w 2006 roku ponownie bezskutecznie ubiegał się o mandat radnego powiatu, uzyskał wówczas 256 głosów (6,19%). 8 grudnia tego samego roku został wybrany wicestarostą w zarządzie Leszka Guździoła. 29 stycznia 2010 roku został odwołany z funkcji wicestarosty, na tym stanowisku zastąpiła go Izabela Wesołowska-Kośmider. W marcu 2010 roku został wybrany sekretarzem powiatu. W wyborach samorządowych w tym samym roku uzyskał mandat radnego powiatu z wynikiem 721 głosów (16,69%). 
W wyborach samorządowych w 2014 roku uzyskał reelekcję jako radny powiatu uzyskując 422 głosy (10,70%). 8 grudnia tego samego roku został wybrany starostą powiatu. W wyborach w 2018 roku ponownie został wybrany radnym powiatu, uzyskał wówczas 1496 głosów (9,95%). 28 listopada tego samego roku został ponownie wybrany starostą. Po wyborach utworzył koalicję z Platformą Obywatelską i Nowoczesną.

## Odznaczenia i wyróżnienia
- Brązowa Odznaka "Zasłużony dla Ochrony Przeciwpożarowej" (2021)[14]